# Trieb (Falkenstein/Vogtl.)
Trieb ist ein Ortsteil der Stadt Falkenstein/Vogtl. im sächsischen Vogtlandkreis. Die Gemeinde Trieb/Vogtl. wurde am 1. Januar 1999 mit ihren Ortsteilen Schönau, Siebenhitz und Harzberg nach Falkenstein/Vogtl. eingemeindet.

## Geographie

### Geographische Lage und Verkehr
Der Ort Trieb liegt nordwestlich von Falkenstein/Vogtl. im Tal der Trieb an der Bundesstraße 169 im Zentrum des Vogtlandkreises und im sächsischen Teil des historischen Vogtlands. Geografisch liegt der Ort im Osten des Naturraums Vogtland im Bergener Granitmassiv. Die Bebauung der Ortschaft Trieb geht im Südwesten nahtlos in Bergen über. Westlich von Trieb befindet sich der 541 m hohe Harzberg, bei dem sich die Siedlung Harzberg befindet. Diese gehört anteilig auch zum Neuensalzer Ortsteil Zschockau.
Trieb ist über die PlusBus-Linie 70 des Verkehrsverbunds Vogtland im Stundentakt mit Auerbach, Rodewisch, Oelsnitz und Plauen verbunden. Außerdem verkehrt die RufBus-Linie 73 nach Treuen.

### Nachbarorte
|                                                   | Schönau                                     |                 |
| Zschockau mit dem Zschockauer Anteil von Harzberg | Kompassrose, die auf Nachbargemeinden zeigt | Oberlauterbach  |
|                                                   | Bergen                                      | Neustadt/Vogtl. |

## Geschichte
Das Waldhufendorf Trieb wurde am 13. März 1414 erstmals urkundlich als „zcu der Triwe“ erwähnt. Die im Jahr 1464 erwähnte Mahl- und Schneidemühle ist heute das älteste Gebäude im Ort. An die Mühlengeschichte von Trieb erinnert ein nachgebildetes Mühlrad auf dem im Jahr 2001 rekonstruierten Dorfplatz. Haupterwerbszweig in Trieb war von jeher die Landwirtschaft, daneben waren aber auch die Berufsgruppen der Steinmetze, Pechsieder und ab dem 18. Jahrhundert auch der Weber und Sticker von Bedeutung.
Trieb gehört kirchlich von jeher zum Kirchspiel Bergen, zu dem neben Trieb und Bergen auch Schönau gehört. Bezüglich der Grundherrschaft gehörte um 1583 ein Teil zum Rittergut Falkenstein, der andere Anteil war Amtsdorf im Amt Plauen. Um 1764 war die Grundherrschaft über Trieb neben dem Amtsanteil unter die Rittergüter Bergen, Oberlauterbach, Ellefeld, Mühlberg und Dorfstadt geteilt. Trieb gehörte bis 1856 zum kursächsischen bzw. späteren königlich-sächsischen Amt Plauen. 1856 wurde Trieb dem Gerichtsamt Falkenstein und 1875 der Amtshauptmannschaft Auerbach angegliedert.
Am 1. Januar 1950 wurde die Gemeinde Schönau mit ihrem Ortsteil Siebenhitz nach Trieb/Vogtl. eingemeindet. Durch die zweite Kreisreform in der DDR kam Trieb/Vogtl. im Jahr 1952 zum Kreis Auerbach im Bezirk Chemnitz (1953 in Bezirk Karl-Marx-Stadt umbenannt), der 1990 als sächsischer Landkreis Auerbach fortgeführt wurde und 1996 im Vogtlandkreis aufging. Am 1. Januar 1999 wurde die Gemeinde Trieb/Vogtl.mit ihren Ortsteilen Schönau und Siebenhitz nach Falkenstein eingemeindet.

### Einwohnerstatistik
1557 lebten im Ort 18 besessene Mann, 2 Häusler und 7 Inwohner; 1764 waren es 31 besessene Mann und 5 Häusler.
| Jahr          | 1834 | 1871 | 1890 | 1910 | 1925 | 1939 | 1946 | 1950  | 1964 | 1990 | aktuell |
| ------------- | ---- | ---- | ---- | ---- | ---- | ---- | ---- | ----- | ---- | ---- | ------- |
| Einwohnerzahl | 301  | 458  | 484  | 810  | 801  | 790  | 819  | 1.115 | 928  | 829  | 580     |

1910 lag Trieb unter den 69 Kommunen der Amtshauptmannschaft Auerbach auf Rang 36 der Einwohnerstatistik. 1925 lebten im Ort 771 Lutheraner, 1 Katholik, 1 evangelisch-reformierter und 28 andersgläubige.